# 고래의 노래
고래의 노래는 고래가 소리로 의사소통을 하는 것을 뜻한다. 소리에 반복적인 패턴이 나타나기 때문에 "노래"라고 부른다.
소리를 내는 방법은 고래의 집단에 따라 다르다. 하지만 육상보다 어둡고, 냄새도 잘 퍼지지 않는 물 속에서 고래를 비롯한 돌고래들은 의사소통을 위해 소리에 가장 많이 의존한다. 생태학자들은 고깃배들이 바다에서 잡음을 내는 것이 이런 의사소통을 망칠 수 있다고 여긴다.

## 같이 보기
- 52 헤르츠 고래